# 让·卡斯泰
让·卡斯泰（法語：Jean Castex，法語發音：[ʒɑ̃ kas.tɛks]，1965年7月25日—）是出生于维克弗藏萨克的法国政治人物，曾任法国总理，毕业于巴黎政治学院和法国国家行政学院。2008年起，担任普拉德市长。2020年7月3日，在前总理爱德华·菲利普请辞并获准后，总统埃马纽埃尔·马克龙随即任命卡斯泰出任新一任法国总理。卡斯泰曾于2020年4月被任命负责法国在COVID-19疫情缓和后的解禁政策。2021年11月下旬，卡斯泰出訪比利時後2019冠狀病毒病檢測呈陽性。